# Weilheim, Baden-Württemberg
Weilheim är en kommun och ort i Landkreis Waldshut i regionen Schwarzwald-Baar-Heuberg i Regierungsbezirk Freiburg i förbundslandet Baden-Württemberg i Tyskland.
Kommunen ingår i kommunalförbundet Waldshut-Tiengen tillsammans med staden Waldshut-Tiengen och kommunerna Dogern och Lauchringen.